# 시조나와테역
시조나와테역(일본어: 四条畷駅, しじょうなわてえき 시죠우나와테에키[*])은 일본 오사카부 다이토시에 있는 서일본 여객철도의 역이다. 시조나와테시의 대표역으로 인정받고 있지만 역 자체는 다이토시에 소재해 있으며 실제로 시조나와테 시역 내에 있는 역은 시노부가오카역이다. 시조나와테시의 공식 한자 표기인 '四條畷)'와는 달리 條자를 약자 (条)로 표기하고 있다. 시조나와테시의 요청에 따라 앞으로 역명 표기는 시조나와테 시와 동일하게 개정할 예정이다. 또한 가타마치 선 호시다역 ~ 고노이케신덴역 간을 관리하고 있으며, 교바시 방면 구간쾌속 열차는 시조나와테 역에서부터 교바시까지 쾌속 형태로 운전된다.

## 역 구조
섬식 승강장으로 2면 4선의 지상역이며 역사는 고가화되어 있다. 개찰구는 1개소뿐이다. 2006년 3월 9일부터 에스컬레이터, 3월 27일부터는 엘리베이터의 사용이 개시되었다. 이코카 및 제휴 교통카드의 사용이 가능하다.

### 승강장
| 1 | ■ 갓켄토시 선 | (하행선) | 교바시・기타신치・아마가사키 방면 (대피 열차)        |
| 2 | ■ 갓켄토시 선 | (하행선) | 교바시・기타신치・아마가사키 방면                    |
| 3 | ■ 갓켄토시 선 | (상행선) | 마쓰이야마테・기즈 방면                              |
| 4 | ■ 갓켄토시 선 | (상행선) | 마쓰이야마테・기즈 방면 (대피)                       |
| 4 | ■ 갓켄토시 선 | (하행선) | 교바시・기타신치・아마가사키 방면 (일부 회차 열차만) |

## 역사
- 1895년 8월 22일: 나니와 철도 가타마치 ~ 시조나와테 간 개업.
- 1897년 2월 9일: 간사이 철도에 노선이 양도되어 간사이 철도의 소속이 되었다.
- 1898년 4월 12일: 나가오까지 연장.
- 1907년 10월 1일: 국유화에 의해 일본국유철도의 소속이 되었다.
- 1909년 10월 12일: 노선명칭제정에 따라 가타마치 선의 소속이 되었다.
- 1932년 12월 1일: 가타마치 ~ 시조나와테 간 전철화에 따라 전철 구간과 비전철 구간의 경계역이 되었다.
- 1950년 12월 25일: 시조나와테 ~ 나가오 간 전철화에 따라 전철화 구간 경계역 역할을 나가오 역이 대신 맡게 되었다.
- 1987년 4월 1일: 민영화에 의해 서일본 여객철도의 소속이 되었다.
- 2003년 11월 1일: 이코카의 사용이 개시되었다.

## 인접정차역
| 서일본 여객철도 가타마치 선 | 서일본 여객철도 가타마치 선 | 서일본 여객철도 가타마치 선 |
| --------------------------- | --------------------------- | --------------------------- |
| 호시다 기즈 방면            | ■ 갓켄토시 선 쾌속          | 스미노도 교바시 방면        |
| 시노부가오카 기즈 방면      | ■ 갓켄토시 선 구간쾌속      | 스미노도 교바시 방면        |
| 시노부가오카 기즈 방면      | ■ 갓켄토시 선 보통          | 노자키 교바시 방면          |